# Magalhães Barata
Magalhães Barata este un oraș în Pará (PA), Brazilia.